# Friedrich Wilhelm Clausewitz
Friedrich Wilhelm Clausewitz (ur. 6 września 1809 w Grudziądzu  – zm. 10 stycznia 1881 w Berlinie) – pruski wojskowy, prezydent gdańskiej policji.
Z wykształcenia wojskowy. W latach 1840–1875 pełnił funkcję prezydenta gdańskiej policji. W tym czasie przeprowadził gruntowną reorganizację policji, między innymi utworzył policję portową. Jest także twórcą zawodowej straży pożarnej w Gdańsku. Poza tym przy udziale policji budowlanej kontrolował wszystkie prace budowlane w mieście.
W roku 1856 z okazji 25-lecia pracy zawodowej w uznaniu zasług otrzymał tytuł Honorowego Obywatela Miasta Gdańska.